# FK Igman Konjic
O Fudbalski Klub Igman Konjic é um clube de futebol de Konjic, Bósnia e Herzegovina. Atualmente disputa a Primeira Liga - FBiH.

## História
O clube foi fundado em 1920. As maiores conquistas do clube são as conquistas da Segunda Liga - FBiH (sul) em cinco ocasiões (2005/06, 2008/09, 2012/13, 2015/16, 2016/17). As cores do clube são o vermelho e o branco. O Igman manda seus jogos em casa no Stadion Igmana em Konjic, que tem capacidade para 5.000 espectadores.

## Equipe Atual
21 de setembro de 2024
Nota: Bandeiras indicam equipe nacional, conforme definido pelas regras de elegibilidade da FIFA. Os jogadores podem ter mais de uma nacionalidade não-FIFA.
| N.º |                      | Posição | Jogador                  |
| --- | -------------------- | ------- | ------------------------ |
| 3   | Montenegro           | M       | Jovan Nikolić            |
| 4   | Bósnia e Herzegovina | M       | Armin Bešagić            |
| 5   | Bósnia e Herzegovina | D       | Amir Velić               |
| 6   | Bósnia e Herzegovina | M       | Amer Drljević            |
| 7   | Bósnia e Herzegovina | M       | Anel Hebibović (Capitão) |
| 8   | Bósnia e Herzegovina | D       | Elvedin Herić            |
| 9   | Bósnia e Herzegovina | D       | Belmin Mešinović         |
| 10  | Montenegro           | M       | Stefan Denković          |
| 11  | Bósnia e Herzegovina | A       | Miloš Aćimović           |
| 12  | Bósnia e Herzegovina | G       | Aldin Ćeman              |
| 13  | Bósnia e Herzegovina | G       | Alvin Čosić              |
| 15  | Bósnia e Herzegovina | D       | Almir Bekić              |
| 17  | Bósnia e Herzegovina | D       | Kenan Hebibović          |
| 18  | Bósnia e Herzegovina | M       | Said Duranović           |

| N.º |                      | Posição | Jogador                                    |
| --- | -------------------- | ------- | ------------------------------------------ |
| 19  | Bósnia e Herzegovina | M       | Stefan Božić                               |
| 20  | Bósnia e Herzegovina | M       | Bakir Nurković (emprestado pelo Sarajevo)  |
| 22  | Croácia              | D       | Luka Posinković                            |
| 23  | Bósnia e Herzegovina | M       | Anes Hrustanović                           |
| 27  | Noruega              | D       | Tarik Mraković                             |
| 28  | Bósnia e Herzegovina | A       | Aldin Mešić                                |
| 29  | Bósnia e Herzegovina | D       | Edin Šehić                                 |
| 30  | Bósnia e Herzegovina | G       | Igor Rončević                              |
| 44  | Bósnia e Herzegovina | D       | Edis Buturović                             |
| 55  | Bósnia e Herzegovina | D       | Adin Bajrić (emprestado pelo Velež Mostar) |
| 88  | Costa do Marfim      | A       | Tallo Gadji                                |
| 98  | Bósnia e Herzegovina | D       | Harun Kozić                                |
| 99  | Bósnia e Herzegovina | A       | Mirsad Ramić                               |

## Títulos
- Segunda Liga - FBiH (5): 2005/06 (Sul), 2008/09 (Sul), 2012/13 (Sul), 2015/16 (Sul), 2016/17 (Sul).
- Copa HNK (12): 1997/98, 1998/99, 1999/00, 2000/01, 2001/02, 2002/03, 2003/04, 2004/05, 2005/06, 2008/09, 2012/13, 2015/16.